# Ixora guluensis
Ixora guluensis är en måreväxtart som beskrevs av Theodoric Valeton och Elmer Drew Merrill. Ixora guluensis ingår i släktet Ixora och familjen måreväxter. Inga underarter finns listade i Catalogue of Life.